# Bahoz Erdal
Bahoz Erdal, właśc. Fahman Husein (kurd. Fehman Hûseyn; ur. 3 sierpnia 1969 w Al-Malikijja) – kurdyjski partyzant, jeden z najwyższych dowódców wojskowych Partii Pracujących Kurdystanu (PKK) oraz Ludowych Sił Obrony (HPG).  

## Życiorys
Studiował medycynę na Uniwersytecie Damasceńskim, przez co potem otrzymał przydomek „Doktor”. Po pojmaniu przywódcy PKK, Abdullaha Öcalana, w 1999, dzielił przywództwo PKK z Muratem Karayılanem i Cemilem Bayikm, dowodząc szczególnie zbrojnym oddziałem HPG. 
Pełnił funkcję szefa HPG, zbrojnego ramienia PKK, od czerwca 2004 do lipca 2009, kiedy to zastąpił go Sofi Nurettin.
Od 2004 roku zasiadał w trzyosobowym Komitecie Wykonawczym PKK, w skład którego wchodzili również p.o. przywódca PKK, Murat Karayılan, oraz współzałożyciel PKK, Cemil Bayık.
W 2011 roku niektórzy tureccy analitycy ds. bezpieczeństwa twierdzili, że Erdal jest przywódcą Sokołów Wolności Kurdystanu (TAK).
Od 28 października 2015 roku znajduje się na czerwonej liście „Najbardziej Poszukiwanych Terrorystów” opublikowanej przez Ministerstwo Spraw Wewnętrznych Republiki Turcji. Ministerstwo ogłosiło, że nagroda w wysokości do 10 mln ₺ zostanie przyznana osobie lub osobom, które go złapią lub przekażą informacje prowadzące do jego schwytania.

## Informacje o śmierci
Według oficjalnej tureckiej agencji prasowej Anadolu Agency, Hüseyin został zabity w Syrii 8 lipca 2016. Rzecznik antyreżimowej grupy zbrojnej, Brygad Tel Hamis, Halid el Hasekavi, powiedział korespondentowi AA, że Hüseyin rzekomo został zaatakowany w pobliżu północnosyryjskiego miasta Al-Kamiszli. Twierdził, że samochód Hüseyina wysadzono w powietrze o 20:30 8 lipca, a wraz z nim zginęło osiem osób, w tym jego ochroniarze. 12 lipca islamistyczna gazeta „Yeni Şafak” zacytowała turecki wywiad MİT jako źródło tej informacji. Źródła bliskie PKK zaprzeczyły tym twierdzeniom. 
Historię tę obalił wywiad radiowy, jakiego Erdal udzielił 13 lipca, a później międzynarodowe media całkowicie zdemaskowały ją jako fałszywą.
W kwietniu 2017 pojawił się na nagraniu wideo, w którym przemawiał do obywateli Turcji w sprawie referendum konstytucyjnego w Turcji z 2017.